# Ermengol Alemany Font
Ermengol Alemany (Barcelona, 18 de junio de 1979) es un exjugador de rugby español, su posición era de lock. 
Empezó jugando en el Cocodrils Rugby Club, después paso por el equipo Barcelona Universitari Club (B.U.C.)  de la División de Honor B, que es la segunda división del rugby español.
Más tarde llegó al Rugby Club Cornellà y después volvió Barcelona Universitari Club. Finalmente, volvió a su club de origen donde se retiró, el Cocodrils Rugby Club.
Actualmente director de colegio 

## Carrera profesional

### Clubes
| Temporada(s)    | Club                        | Partidos | Titular | Puntos |
| --------------- | --------------------------- | -------- | ------- | ------ |
| 1995-2000       | Barcelona Universitari Club |          |         |        |
| 2000-2007       | Rugby Club Cornellà         | 173      | 149     | 145    |
| 2007-2017       | Barcelona Universitari Club | 193      | 182     | 115    |
| 2017-Actualidad | Cocodrils Rugbi             | 5        | 5       | 55     |

### Selecciones
Ermengol Alemany disputó su primer partido con la selección española en 1998, y después disputó cinco partidos internacionales más.
También, Ermengol Alemany disputó su primer partido con la selección catalana en 1996, y después disputó cincuenta y cinco partidos autonómicos más. 